# Racek čínský
Racek čínský (Chroicocephalus saundersi) je malým východoasijským druhem racka.

## Popis
Dospělí ptáci se podobají malému racku chechtavému, mají však černou hlavu s výraznými bílými srpky nad a pod okem, tmavé červenohnědé nohy a výrazně hákovitý černý zobák. Černá kresba křídla má menší rozsah, vnitřní ruční letky jsou světlé. V prostém šatu (v zimě) je hlava bílá s tmavou skvrnou na temeni a za okem. Mladí ptáci se podobají dospělým v prostém šatu, mají však křídelní krovky s hnědou špičkou, černé špičky všech letek a černou pásku na konci ocasu.

## Výskyt
Racek čínský hnízdí pouze v jihovýchodní Číně a jižní Koreji, světová populace čítá 3500–4500 párů. Je ažný, zimuje na pobřeží Číny a nejjižnějšího Japonska a Koreje, na jih po severní Vietnam. Zatoulaní ptáci byli zaznamenáni ve východním Rusku.